# Legislación electoral española
La legislación electoral española es el conjunto de leyes que rigen el funcionamiento de las elecciones en España. Estas leyes son la Ley Orgánica del Régimen Electoral General (LOREG) para las elecciones generales, municipales y europeas, y otras leyes de ámbito autonómico para las elecciones autonómicas.

## Leyes electorales vigentes
La legislación que actualmente regula los procesos electorales en España consiste en las siguientes normas:
- La Constitución Española de 1978
- La Ley Orgánica 5/1985, de 19 de junio, del Régimen Electoral General, que regula las elecciones al Congreso y Senado, las elecciones municipales y las elecciones al Parlamento Europeo.[1]
- Ley Orgánica 2/2011, de 28 de enero, por la que se modifica la Ley Orgánica 5/1985, de 19 de junio, del Régimen Electoral General[2]

### Constitución Española de 1978
Artículo 68. (extracto)
1. El Congreso se compone de un mínimo de 300 y de un máximo de 400 Diputados, elegidos por sufragio universal, libre, igual, directo y secreto, en los términos que establezca la Ley.
2. La circunscripción electoral es la provincia. Las poblaciones de Ceuta y Melilla estarán representadas cada una de ellas por un Diputado. La Ley distribuirá el número total de Diputados, asignando una representación mínima inicial a cada circunscripción y distribuyendo los demás en proporción a la población.
3. La elección se verificará en cada circunscripción atendiendo a criterios de representación proporcional.
4. El Congreso es elegido por cuatro años. El mandato de los Diputados termina cuatro años después de su elección o el día de la disolución de la Cámara.
5. Son electores y elegibles todos los españoles que estén en pleno uso de sus derechos políticos. La Ley reconocerá y el Estado facilitará el ejercicio del derecho de sufragio a los españoles que se encuentren fuera del territorio de España.
Artículo 69.
1. El Senado es la Cámara de representación territorial.
2. En cada provincia se elegirán cuatro Senadores por sufragio universal, libre, igual, directo y secreto por los votantes de cada una de ellas, en los términos que señale una ley orgánica.
3. En las provincias insulares, cada isla o agrupación de ellas, con Cabildo o Consejo Insular, constituirá una circunscripción a efectos de elección de Senadores, correspondiendo tres a cada una de las islas mayores —Gran Canaria, Mallorca y Tenerife— y uno a cada una de las siguientes islas o agrupaciones: Ibiza-Formentera, Menorca, Fuerteventura, Gomera, Hierro, Lanzarote y La Palma.
4. Las poblaciones de Ceuta y Melilla elegirán cada una de ellas dos Senadores.
5. Las comunidades autónomas designarán además un Senador y otro más por cada millón de habitantes de su respectivo territorio. La designación corresponderá a la Asamblea legislativa o, en su defecto, al órgano colegiado superior de la comunidad autónoma, de acuerdo con lo que establezcan los Estatutos, que asegurarán, en todo caso, la adecuada representación proporcional.
6. El Senado es elegido por cuatro años. El mandato de los Senadores termina cuatro años después de su elección o el día de la disolución de la Cámara.

### Congreso
Elecciones reguladas por la Ley Orgánica 5/1985, de 19 de junio, del Régimen Electoral General. Establece:
Artículo 162 (extracto)
1. El Congreso está formado por 350 Diputados.
2. A cada provincia le corresponde un mínimo inicial de dos Diputados. Las poblaciones de Ceuta y Melilla están representadas cada una de ellas por un Diputado.
3. Los doscientos cuarenta y ocho Diputados restantes se distribuyen entre las provincias en proporción a su población de derecho.
Artículo 163 (extracto)
1.ª No se tienen en cuenta aquellas candidaturas que no hubieran obtenido, al menos, el 3% de los votos válidos emitidos en la circunscripción.
1.b-c. Los representantes se asignarán a las listas restantes en función del Sistema D'Hondt.
Cabe notar que aunque los diputados se eligen en circunscripciones provinciales, en realidad son diputados nacionales que representan a toda la nación, por lo que no necesariamente tienen   relación o responsabilidad con la provincia por la que son elegidos.
Se acusa a la división en circunscripción provincial de perjudicar seriamente a los partidos pequeños y a los medianos cuya distribución no esté concentrada territorialmente.
El porcentaje mínimo de votos del 3% para considerar una candidatura (LOREG, Artículo 163) solo puede tener implicaciones prácticas en las circunscripciones grandes en las que se eligen muchos diputados (Madrid y Barcelona), en el resto ese mínimo no influye en la adjudicación de escaños. De hecho, esta regla solo se ha aplicado una vez, en 1993, para negarle al CDS el acceso al Parlamento; su escaño de diputado fue a parar al PSOE.
Computa como "votos válidos" (para el umbral mínimo) los votos de cada candidatura y el voto en blanco, pero no el voto nulo.
El reparto de escaños por circunscripción desde la reinstauración de la democracia es el siguiente:
| Circunscripción        | 1977 | 1979 | 1982 | 1986 | 1989 | 1993 | 1996 | 2000 | 2004 | 2008 | 2011 | 2015 | 2016 | 2019 |
| ---------------------- | ---- | ---- | ---- | ---- | ---- | ---- | ---- | ---- | ---- | ---- | ---- | ---- | ---- | ---- |
| Álava                  | 4    | 4    | 4    | 4    | 4    | 4    | 4    | 4    | 4    | 4    | 4    | 4    | 4    | 4    |
| Albacete               | 4    | 4    | 4    | 4    | 4    | 4    | 4    | 4    | 4    | 4    | 4    | 4    | 4    | 4    |
| Alicante               | 9    | 9    | 9    | 10   | 10   | 10   | 11   | 11   | 11   | 12   | 12   | 12   | 12   | 12   |
| Almería                | 5    | 5    | 5    | 5    | 5    | 5    | 5    | 5    | 5    | 6    | 6    | 6    | 6    | 6    |
| Asturias               | 10   | 10   | 10   | 9    | 9    | 9    | 9    | 9    | 8    | 8    | 8    | 8    | 8    | 7    |
| Ávila                  | 3    | 3    | 3    | 3    | 3    | 3    | 3    | 3    | 3    | 3    | 3    | 3    | 3    | 3    |
| Badajoz                | 7    | 7    | 7    | 6    | 6    | 6    | 6    | 6    | 6    | 6    | 6    | 6    | 6    | 6    |
| Baleares               | 6    | 6    | 6    | 6    | 6    | 7    | 7    | 7    | 8    | 8    | 8    | 8    | 8    | 8    |
| Barcelona              | 33   | 33   | 33   | 33   | 32   | 32   | 31   | 31   | 31   | 31   | 31   | 31   | 31   | 32   |
| Burgos                 | 4    | 4    | 4    | 4    | 4    | 4    | 4    | 4    | 4    | 4    | 4    | 4    | 4    | 4    |
| Cáceres                | 5    | 5    | 5    | 5    | 5    | 5    | 5    | 5    | 4    | 4    | 4    | 4    | 4    | 4    |
| Cádiz                  | 8    | 8    | 8    | 9    | 9    | 9    | 9    | 9    | 9    | 9    | 8    | 9    | 9    | 9    |
| Cantabria              | 5    | 5    | 5    | 5    | 5    | 5    | 5    | 5    | 5    | 5    | 5    | 5    | 5    | 5    |
| Castellón              | 5    | 5    | 5    | 5    | 5    | 5    | 5    | 5    | 5    | 5    | 5    | 5    | 5    | 5    |
| Ceuta                  | 1    | 1    | 1    | 1    | 1    | 1    | 1    | 1    | 1    | 1    | 1    | 1    | 1    | 1    |
| Ciudad Real            | 5    | 5    | 5    | 5    | 5    | 5    | 5    | 5    | 5    | 5    | 5    | 5    | 5    | 5    |
| Córdoba                | 7    | 7    | 7    | 7    | 7    | 7    | 7    | 7    | 7    | 6    | 6    | 6    | 6    | 6    |
| Cuenca                 | 4    | 4    | 4    | 3    | 3    | 3    | 3    | 3    | 3    | 3    | 3    | 3    | 3    | 3    |
| Gerona                 | 5    | 5    | 5    | 5    | 5    | 5    | 5    | 5    | 6    | 6    | 6    | 6    | 6    | 6    |
| Granada                | 7    | 7    | 7    | 7    | 7    | 7    | 7    | 7    | 7    | 7    | 7    | 7    | 7    | 7    |
| Guadalajara            | 3    | 3    | 3    | 3    | 3    | 3    | 3    | 3    | 3    | 3    | 3    | 3    | 3    | 3    |
| Guipúzcoa              | 7    | 7    | 7    | 7    | 7    | 6    | 6    | 6    | 6    | 6    | 6    | 6    | 6    | 6    |
| Huelva                 | 5    | 5    | 5    | 5    | 5    | 5    | 5    | 5    | 5    | 5    | 5    | 5    | 5    | 5    |
| Huesca                 | 3    | 3    | 3    | 3    | 3    | 3    | 3    | 3    | 3    | 3    | 3    | 3    | 3    | 3    |
| Jaén                   | 7    | 7    | 7    | 6    | 6    | 6    | 6    | 6    | 6    | 6    | 6    | 5    | 5    | 5    |
| La Coruña              | 9    | 9    | 9    | 9    | 9    | 9    | 9    | 9    | 9    | 8    | 8    | 8    | 8    | 8    |
| La Rioja               | 4    | 4    | 4    | 4    | 4    | 4    | 4    | 4    | 4    | 4    | 4    | 4    | 4    | 4    |
| Las Palmas             | 6    | 6    | 6    | 7    | 7    | 7    | 7    | 7    | 8    | 8    | 8    | 8    | 8    | 8    |
| León                   | 6    | 6    | 6    | 5    | 5    | 5    | 5    | 5    | 5    | 5    | 5    | 5    | 4    | 4    |
| Lérida                 | 4    | 4    | 4    | 4    | 4    | 4    | 4    | 4    | 4    | 4    | 4    | 4    | 4    | 4    |
| Lugo                   | 5    | 5    | 5    | 5    | 5    | 5    | 4    | 4    | 4    | 4    | 4    | 4    | 4    | 4    |
| Madrid                 | 32   | 32   | 32   | 33   | 33   | 34   | 34   | 34   | 35   | 35   | 36   | 36   | 36   | 37   |
| Málaga                 | 8    | 8    | 8    | 9    | 10   | 10   | 10   | 10   | 10   | 10   | 10   | 11   | 11   | 11   |
| Melilla                | 1    | 1    | 1    | 1    | 1    | 1    | 1    | 1    | 1    | 1    | 1    | 1    | 1    | 1    |
| Murcia                 | 8    | 8    | 8    | 8    | 9    | 9    | 9    | 9    | 9    | 10   | 10   | 10   | 10   | 10   |
| Navarra                | 5    | 5    | 5    | 5    | 5    | 5    | 5    | 5    | 5    | 5    | 5    | 5    | 5    | 5    |
| Orense                 | 5    | 5    | 5    | 5    | 5    | 4    | 4    | 4    | 4    | 4    | 4    | 4    | 4    | 4    |
| Palencia               | 3    | 3    | 3    | 3    | 3    | 3    | 3    | 3    | 3    | 3    | 3    | 3    | 3    | 3    |
| Pontevedra             | 8    | 8    | 8    | 8    | 8    | 8    | 8    | 8    | 7    | 7    | 7    | 7    | 7    | 7    |
| Salamanca              | 4    | 4    | 4    | 4    | 4    | 4    | 4    | 4    | 4    | 4    | 4    | 4    | 4    | 4    |
| Santa Cruz de Tenerife | 7    | 7    | 7    | 6    | 7    | 7    | 7    | 7    | 7    | 7    | 7    | 7    | 7    | 7    |
| Segovia                | 3    | 3    | 3    | 3    | 3    | 3    | 3    | 3    | 3    | 3    | 3    | 3    | 3    | 3    |
| Sevilla                | 12   | 12   | 12   | 12   | 12   | 12   | 13   | 13   | 12   | 12   | 12   | 12   | 12   | 12   |
| Soria                  | 3    | 3    | 3    | 3    | 3    | 3    | 3    | 3    | 3    | 2    | 2    | 2    | 2    | 2    |
| Tarragona              | 5    | 5    | 5    | 5    | 5    | 6    | 6    | 6    | 6    | 6    | 6    | 6    | 6    | 6    |
| Teruel                 | 3    | 3    | 3    | 3    | 3    | 3    | 3    | 3    | 3    | 3    | 3    | 3    | 3    | 3    |
| Toledo                 | 5    | 5    | 5    | 5    | 5    | 5    | 5    | 5    | 5    | 6    | 6    | 6    | 6    | 6    |
| Valencia               | 15   | 15   | 15   | 16   | 16   | 16   | 16   | 16   | 16   | 16   | 16   | 15   | 16   | 15   |
| Valladolid             | 5    | 5    | 5    | 5    | 5    | 5    | 5    | 5    | 5    | 5    | 5    | 5    | 5    | 5    |
| Vizcaya                | 10   | 10   | 10   | 10   | 10   | 9    | 9    | 9    | 9    | 8    | 8    | 8    | 8    | 8    |
| Zamora                 | 4    | 4    | 4    | 4    | 3    | 3    | 3    | 3    | 3    | 3    | 3    | 3    | 3    | 3    |
| Zaragoza               | 8    | 8    | 8    | 8    | 7    | 7    | 7    | 7    | 7    | 7    | 7    | 7    | 7    | 7    |

### Senado
Elecciones reguladas por la Ley Orgánica 5/1985, de 19 de junio, del Régimen Electoral General.
Definida por la Constitución española de 1978 como "Cámara de representación territorial" la realidad y sus funciones se alejan de este concepto de representación de los diferentes territorios.
Los senadores son elegidos por sufragio universal, libre, igual directo y secreto, excepto los elegidos por los Parlamentos autonómicos. En la X Legislatura el Senado tiene 266 miembros, de los que 208 son electos y 58 designados por los Parlamentos autonómicos.
Los senadores llamados autonómicos son designados por las asambleas legislativas de las comunidades autónomas: 1 por comunidad autónoma, y otro más por cada millón de habitantes de su respectivo territorio.
El resto son elegidos en elecciones generales y se reparten de la siguiente manera:
- En cada provincia peninsular, 4 senadores.
- En cada isla mayor (Gran Canaria, Tenerife y Mallorca), 3 senadores.
- Por Ceuta y Melilla, 2 senadores por cada una de las ciudades autónomas.
- Por las siguientes islas, 1 senador: Ibiza-Formentera (conjuntamnete), Menorca, Fuerteventura, La Gomera, El Hierro, Lanzarote y La Palma.

A diferencia del Congreso, en el que se vota a un partido mediante listas cerradas, en el Senado se vota a la persona, al candidato propuesto por cada uno de los partidos. Se elige 3, 2 o 1 candidato (siempre uno menos de los que le corresponden a cada circunscripción) de entre los que figuren en la papeleta única que hay para el Senado.

### Elecciones municipales
La LOREG regula las elecciones municipales, incluyendo el acceso y la pérdida de los cargos de concejal y alcalde, sus incompatibilidades y causas de inegibilidad.
Elección de concejales
En España el sistema electoral para las elecciones municipales, establecido por la Ley Orgánica del Régimen Electoral General (LOREG), se basa en la votación mediante listas cerradas y la asignación de concejales siguiendo el sistema D'Hondt. El umbral electoral exigido a cada candidatura del 5% de los votos válidos emitidos para obtener representación favorece (en mayor medida que el sistema D'Hondt) la composición de mayorías perjudicando a los partidos menos votados.
La LOREG determina el número de concejales de cada municipio en función del número de habitantes censados.
| Habitantes                           | Concejales |
| ------------------------------------ | ---------- |
| Hasta 100                            | 3          |
| De 101 a 250                         | 5          |
| De 251 a 1.000                       | 7          |
| De 1.001 a 2.000                     | 9          |
| De 2.001 a 5.000                     | 11         |
| De 5.001 a 10.000                    | 13         |
| De 10.001 a 20.000                   | 17         |
| De 20.001 a 50.000                   | 21         |
| De 50.001 a 100.000                  | 25         |
| De 100.001 a 300.000                 | 27         |
| De 300.001 a 500.000                 | 29         |
| De 500.001 a 700.000                 | 31         |
| De 700.001 a 900.000 (Valencia)      | 33         |
| De 1.500.000 a 1.700.000 (Barcelona) | 41         |
| De 3.100.000 a 3.300.000 (Madrid)    | 57         |

El sistema creado por la LOREG se aplica de la siguiente manera:
- Desestimación de las candidaturas con menos del 5% de votos respecto al total de votos.
- Entre las candidaturas que superen el 5%, se dividen los votos obtenidos por cada candidatura entre 1, 2, 3, 4... y así hasta el número de concejales a elegir.
- Se clasifican los cocientes obtenidos en orden decreciente, y se atribuyen los concejales al partido correspondiente a cada cociente, hasta completar el número total de concejales a asignar.

La otra característica del sistema es que, en los municipios de más de 250 habitantes, se vota mediante listas completas, cerradas y bloqueadas, es decir, que se vota a la candidatura (generalmente un partido), no a las personas, y no se puede dar mayor o menor peso a cada uno de los que integran dicha candidatura. Son elegidos los candidatos de la lista que estuvieran en las primeras posiciones, tantos como concejales obtuviera la candidatura.
En los municipios de hasta 250 habitantes se vota mediante listas abiertas. En los más pequeños (hasta 100 habitantes), un elector puede marcar a dos de los tres candidatos, y si el municipio tiene entre 101 y 250 habitantes, se puede votar a cuatro de los cinco candidatos de una candidatura.
Elección de alcaldes
Los electores no votan directamente a su alcalde. Este es elegido por los concejales en la primera reunión del nuevo pleno municipal, que tiene lugar 20 días después de las elecciones. Para elegir a un alcalde, es necesario que sea votado por la mayoría absoluta de los concejales. En caso de que ningún candidato consiga la mayoría absoluta, el nuevo alcalde será el concejal que estuviera en el primer lugar de la lista de la candidatura más votada por el electorado.
Un alcalde puede ser destituido por el pleno municipal mediante una moción de censura, que debe incluir un nuevo candidato a alcalde y contar con el apoyo de la mayoría absoluta del pleno para prosperar.
Voto de los extranjeros
El artículo 176 de la Ley Orgánica del Régimen Electoral General establece “..gozan de derecho de sufragio activo en las elecciones municipales los residentes extranjeros en España cuyos respectivos países permitan el voto a los españoles en dichas elecciones, en los términos de un tratado.
Asimismo, gozan del derecho de sufragio activo en las elecciones municipales todas las personas residentes en España que, sin haber adquirido la nacionalidad española:
A) Tengan la condición de ciudadanos de la Unión Europea según lo previsto en el párrafo 2 del apartado 1 del artículo 8 del Tratado Constitutivo de la Comunidad Europea.
B) Reúnan los requisitos para ser elector exigidos en esta Ley para los españoles y hayan manifestado su voluntad de ejercer el derecho de sufragio activo en España".
Los países extracomunitarios con Acuerdos en vigor hasta el día de hoy son: Bolivia, Chile, Colombia, Ecuador, Noruega, Nueva Zelanda, Paraguay y Perú. Deberán, haber residido en España, legal e ininterrumpidamente durante, al menos, los cinco años anteriores a su solicitud de inscripción en el censo electoral (o tres años el día de la votación para los nacionales de Noruega). La inscripción en el censo electoral de extranjeros residentes en España (CERE), se hará a instancia de parte. Esta instancia se presentará en el Ayuntamiento.

### Leyes electorales de las comunidades autónomas
- Ley de Elecciones al Parlamento de Galicia Ley de 13 de agosto de 1985 de Elecciones al Parlamento de Galicia
- Ley Electoral de Andalucía
- Ley Electoral de Castilla-La Mancha
- Ley sobre Régimen de Elecciones a la Junta General del Principado de Asturias
- Ley Electoral de la Comunidad Autónoma de las Islas Baleares
- Ley Electoral de la Comunidad de Madrid - Ley 11/1986, de 16 de diciembre, Electoral de la Comunidad de Madrid
- Ley Electoral de la Comunidad Autónoma de Aragón
- Ley de Elecciones a la Asamblea de Extremadura
- Ley de Cantabria de Elecciones al Parlamento de Cantabria
- Ley Electoral de Castilla y León
- Ley de Elecciones al Parlamento de Navarra: Ley Foral 16/1986, de 17 de noviembre, reguladora de las elecciones al Parlamento de Navarra
- Ley Electoral de la Región de Murcia
- Ley Electoral Valenciana: Establece una cámara única llamada Las Cortes o Cortes Valencianas (oficialmente y en valenciano: Les Corts o Corts Valencianes) compuesta por un mínimo de 99 diputados según consta en el artículo 23 de su estatuto de autonomía. Fija un mínimo de un 5% de votos en toda la comunidad para que una candidatura pueda obtener diputados. El sistema las elecciones es por listas cerradas, circunscripciones provinciales y Ley d'Hondt.
- Ley de Elecciones al Parlamento Vasco
- Ley de Elecciones a la Diputación General de La Rioja
- Ley de Elecciones al Parlamento de Canarias
- Cataluña: No tiene ley electoral propia. Las elecciones se regulan por la Disposición Transitoria 2.ª del estatuto de autonomía (Ley Orgánica 6/2006) que remite a la Disposición Transitoria 4.ª del anterior estatuto de autonomía (Ley Orgánica 4/1979) y este a su vez remite a "las normas vigentes para las elecciones legislativas al Congreso de los Diputados de las Cortes Generales", esto es, la Ley Orgánica de Régimen Electoral General en lo que se dispone para las Cortes Generales. Establece una única cámara o Parlament de 135 diputados y cuatro circunscripciones (las provincias).

### Presentación de candidaturas
El Capítulo VI de la Ley Orgánica 5/1985 desarrolla los requisitos generales para presentar una candidatura a unas elecciones. El Título II de la citada ley desarrolla los requisitos especiales para la presentación de diputados y senadores. El Título III de esta ley desarrolla los requisitos especiales para la presentación de candidaturas a las elecciones municipales. La ley electoral de cada comunidad autónoma introduce requisitos particulares para presentar candidaturas a las elecciones autonómicas.
Con la redacción vigente no se puede presentar ninguna candidatura que venga a continuar la actividad de un partido político declarado judicialmente ilegal y disuelto, o suspendido. Esto se desarrolla en el punto 44.4 de la Ley Orgánica 5/1985, añadido por la Ley Orgánica 6/2002 de 27 de junio y modificado por la Ley Orgánica 3/2011 de 28 de enero.
En algunos casos se requiere la presentación de firmas previas a la presentación de una candidatura:
- Para presentar candidaturas al Congreso y el Senado, las agrupaciones de electores necesitarán, al menos, la firma del 1 % de los inscritos en el censo electoral de la circunscripción. Ningún elector podrá prestar su firma a más de una candidatura.[12]
- Para presentar candidaturas al Congreso y el Senado los partidos, federaciones o coaliciones que no hubieran obtenido representación en ninguna de las Cámaras (Congreso y Senado) en la anterior convocatoria de elecciones necesitarán la firma, al menos, del 0,1 % de los electores inscritos en el censo electoral de la circunscripción por la que pretendan su elección. Ningún elector podrá prestar su firma a más de una candidatura. Este caso fue introducido en una reforma de 2011.[13]
- Para las elecciones municipales las agrupaciones de electores necesitan un número de firmas de los inscritos en el censo electoral del municipio, que deberán ser autentificadas notarialmente o por el secretario de la corporación municipal correspondiente, el número de firmas está en función de la población del municipio según el baremo indicado en el punto 187.3 de la LO 5/1985.[14]
- Para las elecciones al Parlamento Europeo los partidos, coaliciones, federaciones y agrupaciones de electores, necesitan acreditar las firmas de 15.000 electores para poder presentar candidaturas. Excepto las agrupaciones de electores, estas firmas se pueden sustituir por las firmas de 50 cargos electos.[15]

Los requisitos de presentación previa de firmas han sido criticados por varios motivos. Uno es que no determina las condiciones en que se deben recoger las firmas, por lo que la Junta Electoral debe decidir cada vez los detalles (por ejemplo fechas, exigencia o no de fotocopia de DNI y requerir notario en los casos que no se indica). Otro motivo es que impone diferentes condiciones a diferentes candidaturas y aumenta los costes. También ha habido críticas respecto al pluralismo político. La Junta Electoral ha decidido que para las elecciones de 2011 los partidos dispondrán de 20 días para recoger firmas.

#### Inegibilidad e incompatibilidad
Aparecen mencionadas en el artículo 70 de la Constitución española.
la inelegibilidad pretende que no se planteen ciertas situaciones que podrían derivar en una discriminación en el proceso electoral, procurando garantizar el libre ejercicio del sufragio activo, eliminando posibles coacciones o intimidaciones que determinadas posiciones "dominantes" de los candidatos conllevarían, asegurando al mismo tiempo la igualdad de condiciones de los elegibles. Las incompatibilidades, sin embargo, quieren evitar que el parlamentario simultanee su cargo con otro mandato, cargo, función o actividad pública o privada que pueda comprometer su actuación o impedir que ésta se realice correctamente y con la dedicación necesaria, de forma que, en cierto modo, suponen una derivación de la  interdicción del mandato imperativo consagrada en el artículo 67.2, de la Constitución, así como del principio de separación de poderes que informa el texto de la misma. Paralelamente, mientras la inelegibilidad actúa desde el inicio al fin del proceso electoral, la incompatibilidad surge en el momento inmediatamente posterior.

## Efectos sobre el sistema de partidos
Debido a la división del territorio nacional en circunscripciones provinciales, el sistema cercena las opciones de los partidos menores y, en ese sentido induce al votante al voto útil a las fuerzas mayoritarias. De esta manera a los efectos mecánicos se viene a sumar un efecto psicológico, no fácilmente medible, que también favorece a los dos grandes. Pudo influir en el declive de Centro Democrático y Social a favor del Partido Popular, y en el último período posiblemente puede trasvasar votos de Izquierda Unida al Partido Socialista Obrero Español.
La barrera del 3% solo ha llegado a actuar en una ocasión,en 1993 donde el CDS habría conseguido un escaño en Madrid a costa del PSOE, esto es debido precisamente al reducido tamaño de la mayoría de los distritos (sólo a Madrid y Barcelona le han correspondido más de 30 escaños desde las elecciones de 1977).
Los gobiernos que se han producido han sido:
- Mayoritarios (PSOE 1982-1989; PP 2000-2004 y 2011-2015), todos ellos debidos a la división en circunscripciones provinciales sancionada por la Constitución para el sistema electoral, pues nunca un partido ha obtenido en España más de la mitad de los votos.
- Minoritarios con apoyos diversos (PSOE 1989-1996, 2004-2011 y 2018- actualidad; PP 1996-2000 y 2016- 2018). Ninguno de estos últimos ha sido de coalición aunque esta opción sí se ha dado con relativa frecuencia a nivel autonómico.

De las últimas 5 legislaturas dos han sido de mayoría absoluta. Mientras el bipartidismo (medido en la concentración del voto entre los dos primeros partidos) no ha dejado de aumentar con cada nueva convocatoria general en España, también ha avanzado la influencia de los partidos menores, gracias al papel decisivo que han adquirido en la estabilidad gubernamental. Esta tendencia se ha visto cambiada en las dos últimas legislaturas, pues Podemos y Ciudadanos-Partido de la Ciudadanía, partidos emergentes, han conseguido entrar en el congreso y afianzar su estancia en él, haciendo que los dos partidos mayoritarios perdiesen apoyo, llegando a mínimos históricos en porcentaje de voto, el 55'69%.
Los porcentajes de votos no representados son similares a otros países europeos y se concentran en las primeras legislaturas españolas. Disminuyen según aumenta el tamaño del distrito. El bipartidismo es, al final, un efecto de la elección soberana de los votantes. La existencia de división del censo por circunscripciones ocurre en todos los países democráticos. En el caso del Reino Unido hay una circunscripción por cada diputado (650 circunscripciones), lo cual tampoco impide que haya 10 opciones distintas representadas en la cámara.

## Financiación de los partidos políticos
En España la financiación de los partidos políticos está regida por la Ley Orgánica 8/2007, de 4 de julio, sobre financiación de los partidos políticos.

## Críticas a la ley electoral actual

### Improporcionalidad y barreras de entrada del sistema electoral
Una crítica recurrente es la falta de proporcionalidad entre escaños y votos. La Ley D'Hondt no es el problema, sino la división en 52 circunscripciones provinciales de una votación nacional, esta división sobrerepresenta a las poblaciones de provincias menos pobladas y además hace que partidos por debajo del 15% de votos queden frecuentemente excluidos cuando se reparten menos de 4 escaños. En opinión de algunos analistas, esta división es innecesaria y arbitraria y no establece ninguna relación informativa o de control entre los diputados y las provincias.
El Consejo de Estado reconoce en un informe al respecto que el actual sistema electoral perjudica mucho a las formaciones con un apoyo en votos a nivel nacional de entre el 3 y 15% debido a la división innecesaria en 52 circunscripciones, comenta a su vez que esta división fue introducida deliberadamente y por sorpresa al redactar la constitución y luego la LOREG, para favorecer la existencia de dos partidos grandes en contra de los pequeños de distribución nacional, mientras que no perjudicaba a los partidos regionalistas que concentran su voto en pocas provincias.
De los 350 escaños del Congreso, la mitad, 175, se reparten en provincias que asignan de 1 a 7 escaños. Con un 15% de los votos lo normal es no conseguir ningún escaño en estas provincias, estos votos se pierden por completo, mientras que si la circunscripción fuese nacional estos votos conseguían escaños. Esto supone barrera de entrada a los partidos de ámbito nacional con un 3%-15% de votantes, y cercena la libertad de voto de los habitantes de provincias pequeñas y medianas, y la libertad política de todos los españoles.
El repartir 102 escaños, de los 350, de entrada entre las 52 circunscripciones (2 por provincia y 1 a Ceuta y 1 a Melilla) y luego repartir los 248 escaños restantes entre las 50 provincias, otorga además más valor de representatividad a los votantes de provincias poco pobladas, pero les quita a los votantes de estas provincias las opciones entre las que elegir, ya que solo conseguirán representantes entre formaciones que obtengan el 15-50% de votos, normalmente entre 2 o 3 partidos, mientras que si su voto se contase para un único reparto de los 350 diputados los votantes podrían conseguir optar por partidos con un 0,3% de los votos (hay otra barrera adicional en las nacionales en la que solo se tienen en cuenta candidaturas con un 3% de los votos, pero esta barrera solo se podría llegar a aplicar en las circunscripciones de Madrid o Barcelona que cuentan con 35 y 32 escaños a repartir, la siguiente provincia cuenta con menos de 15 escaños, lo que arroja un mínimo necesario de en torno al 7% de votos).
Existen soluciones sencillas para dar más peso a los votos de provincias pequeñas sin crear la injusticia de la pérdida de libertad y votos en estas mismas provincias. La más sencilla sería dar un mayor peso a los votos de provincias pequeñas (entre 3 veces y 1,2 por ejemplo) pero mantener una única circunscripción nacional para repartir los 350 escaños. Este tipo de soluciones acarrea la pérdida de identidad de los representantes con los representados ya que las listas de circunscripción única tienden a no incluir candidatos procedentes de todas las provincias.

### Fuente
- Este artículo es una obra derivada de «Legislación_electoral_española» por editores de 15Mpedia, disponible bajo la licencia Creative Commons Atribución-CompartirIgual 3.0 España.